# Ksisutros
Ksisutros – bohater historii o potopie z dzieła „Babyloniaka”, napisanego po grecku  przez Berossosa, babilońskiego kapłana żyjącego na przełomie IV i III w. p.n.e. w Babilonie. W opowieści tej Ksisutros (grecka wersja imienia bohatera sumeryjskiej opowieści o potopie – Ziusudry), ostrzeżony o potopie przez boga Kronosa, ratuje swoją rodzinę, przyjaciół i zwierzęta na statku, który sam zbudował.  Gdy wody potopu zaczynają opadać, wypuszcza ptaki, aby sprawdzić, na ile wody ustąpiły. Trzecia grupa ptaków nie powraca. Ksisutros opuszcza statek wraz z żoną, córką i sternikiem, składa razem z nimi ofiary bogom, a następnie wszyscy oni znikają. Pozostali pasażerowie statku również go opuszczają i udają się pieszo do Babilonu, pozostawiając statek spoczywający w górach Armenii. 